# Pommiers, Loire
Pommiers là một xã trong tỉnh Loire miền trung nước Pháp.